# Tereza Kvapil Pokorná
Tereza Kvapil Pokorná (* 1986 Prostějov) je česká sociální pracovnice, redaktorka, dobrovolnice, zakladatelka umělecké skupiny Talentovaní Umělci a Osobnost nevládního sektoru 2017.

## Život
Narodila se v Prostějově, ale celý život působí zejména v Olomouci. Vystudovala magisterský obor Charitativní a sociální práce na Univerzitě Palackého v Olomouci. Již během studií se věnovala dobrovolnictví a různým kulturně-společenským i charitativním aktivitám. Založila uměleckou skupinu Talentovaní Umělci, která bezplatně podporuje amatérské umělkyně i umělce a pořádá různé akce i pro neziskové organizace. V rámci této aktivity uspořádala desítky výstav zaměřených zejména na výtvarné umění. V letech 2013 až 2016 se také profesionálně věnovala recenzování kulturní oblasti.
Poskytla nezištnou pomoc řadě sociálně prospěšných a osvětových projektů. V roce 2014 začala veškerý svůj čas věnovat poskytování bezplatné psychosociální pomoci onkologicky nemocným a jejich blízkým v neziskové organizaci Amelie, z.s., kde vedla akreditovaný dobrovolnický program uskutečňovaný mj. i na Onkologické klinice Fakultní nemocnice Olomouc. Dne 16. července roku 2015 otevřela Tereza Kvapil Pokorná nové Centrum Amelie v Olomouci, které do konce roku 2018 vedla. Nedílnou součástí její činnosti je také podpora a rozvoj dobrovolnictví v Olomouckém kraji. V roce 2017 získala za svou dlouhodobou činnost a přínos v oblasti občanské společnosti ocenění Osobnost nevládního sektoru. V roce 2019 byla nominována na ocenění Žena regionu za Olomoucký kraj.